# Музей Трои
Музей Трои (тур. Troya Müzesi или Truva Müzesi) — археологический музей, расположенный недалеко от места археологических раскопок древнего города Троя на северо-западе Турции.
Музей открыт в 2018 году и демонстрирует в семи частях современного архитектурного здания исторические артефакты из Трои и некоторых других древних городов вокруг и на близлежащих островах. Директор музея — Рыдван Гёльджюк. Музей получил специальную награду Европейского музея года 2020 и специальную награду Европейской музейной академии.

## Здание музея
Музей Трои расположен примерно в 800 м к востоку от археологических раскопок города Трои в деревне Тевфикие, в Чанаккале, на северо-западе Турции.
Строительство здания музея началось в 2013 г., было остановлено в 2015 г. и снова возобновлено в 2017 г.

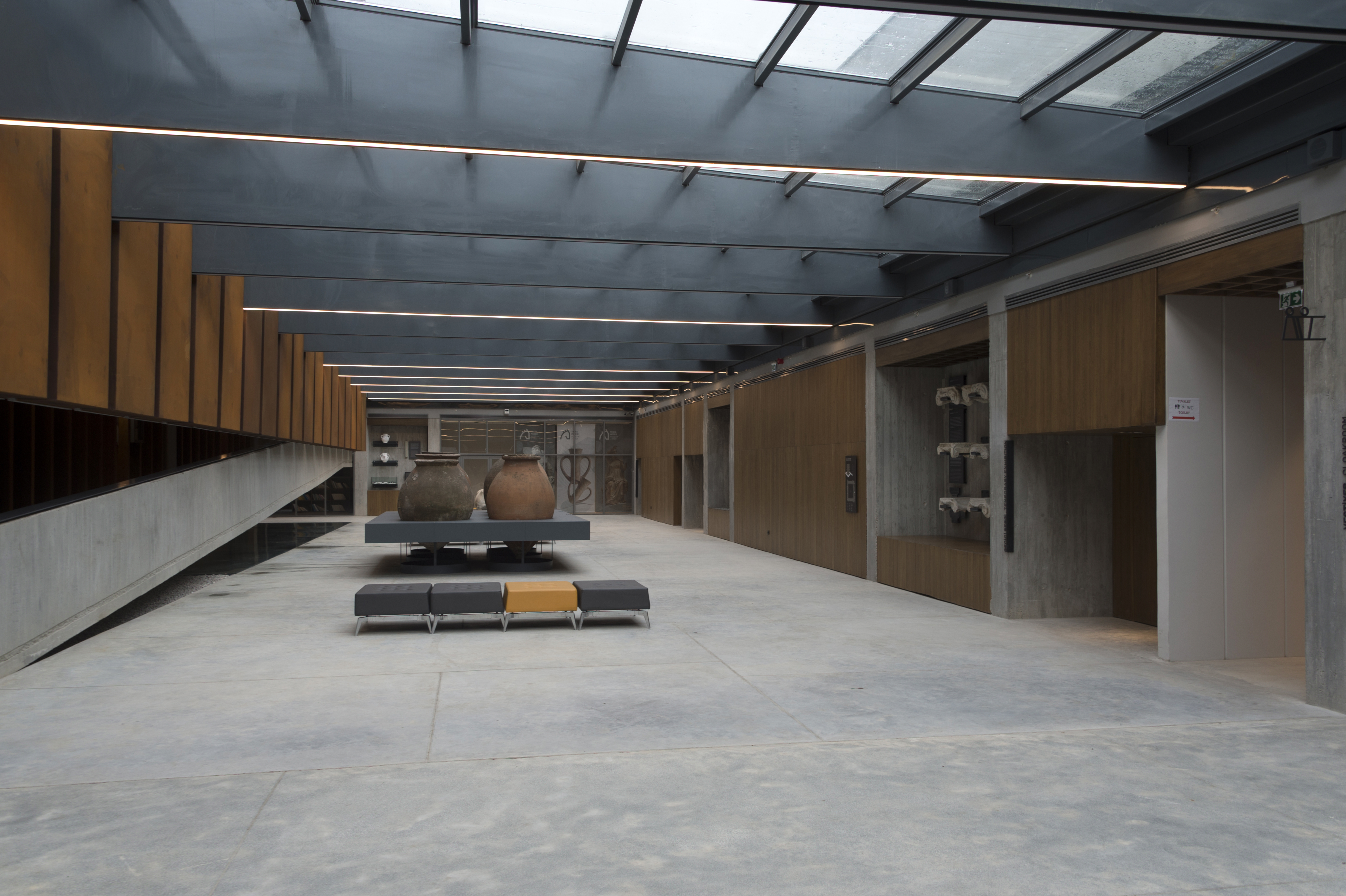
Интерьер музея

Здание кубической формы с четырьмя этажами в квадратном плане облицовано атмосферостойкой сталью цвета ржавчины, чтобы создать впечатление, что оно было найдено на месте археологических раскопок. Высота здания эквивалентна глубине раскопок Трои. Выставочные площади охватывают 2,700 м² из общей площади помещений 12,750 м². Выставочные площади 32 м × 32 м огорожены рабочими местами, складскими помещениями и конференц-залами. Подвал отведен под служебные функции.
Общая стоимость здания составила 45 миллионов турецких лир (около 8 миллионов долларов США). Музей был открыт 10 октября 2018 года, в «Год Трои», объявленный в Турции.

## Выставки

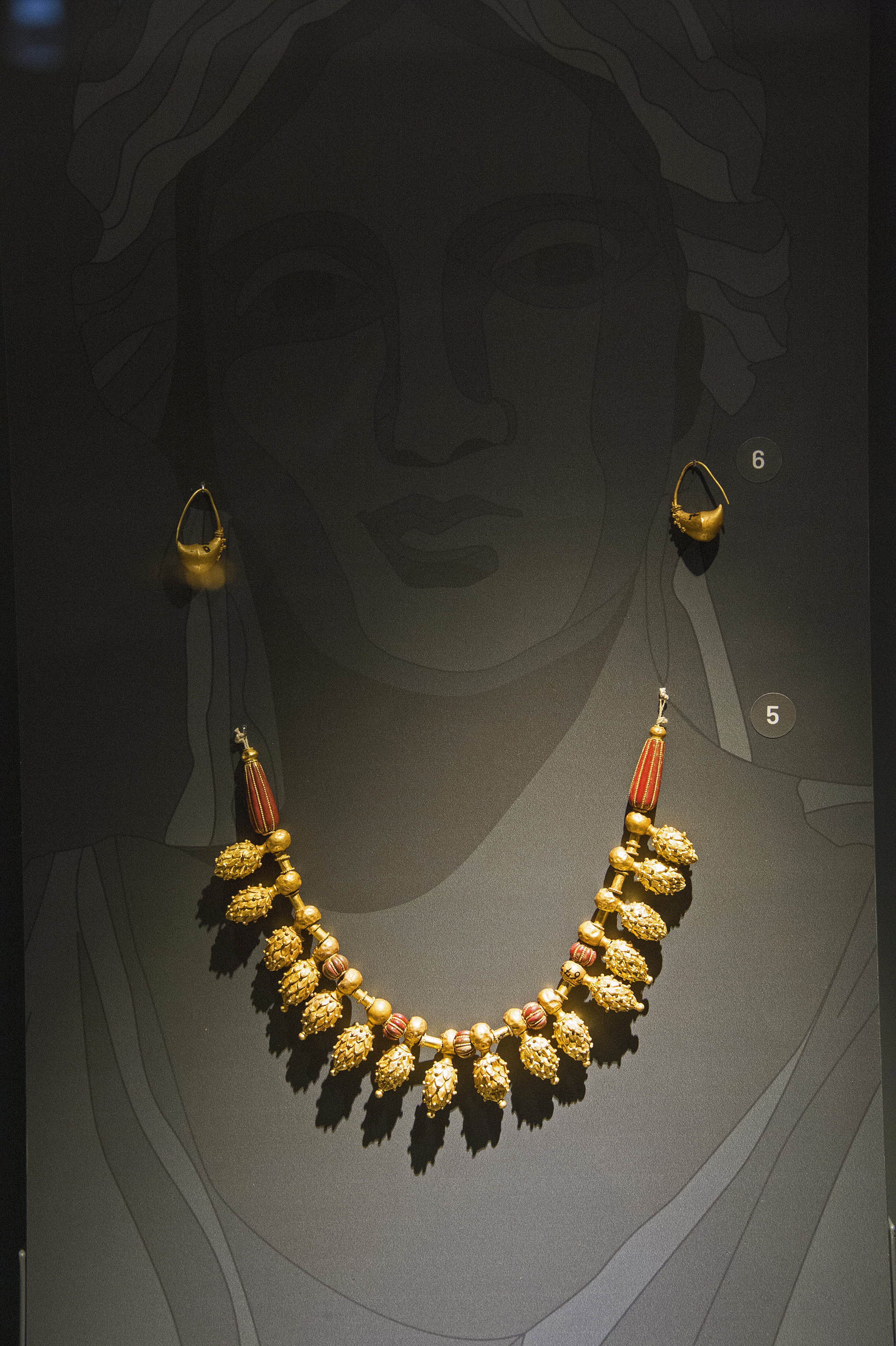
Золотое ожерелье

На входе посетители знакомятся с информацией об археологической науке, методах археологического датирования и терминах археологии, о сохранении и восстановлении культурного наследия и доисторических периодах неолита, энеолита, бронзового века и железного века. В музее также представлены визуальное графическое оформление, диорамы и интерактивные дисплеи.

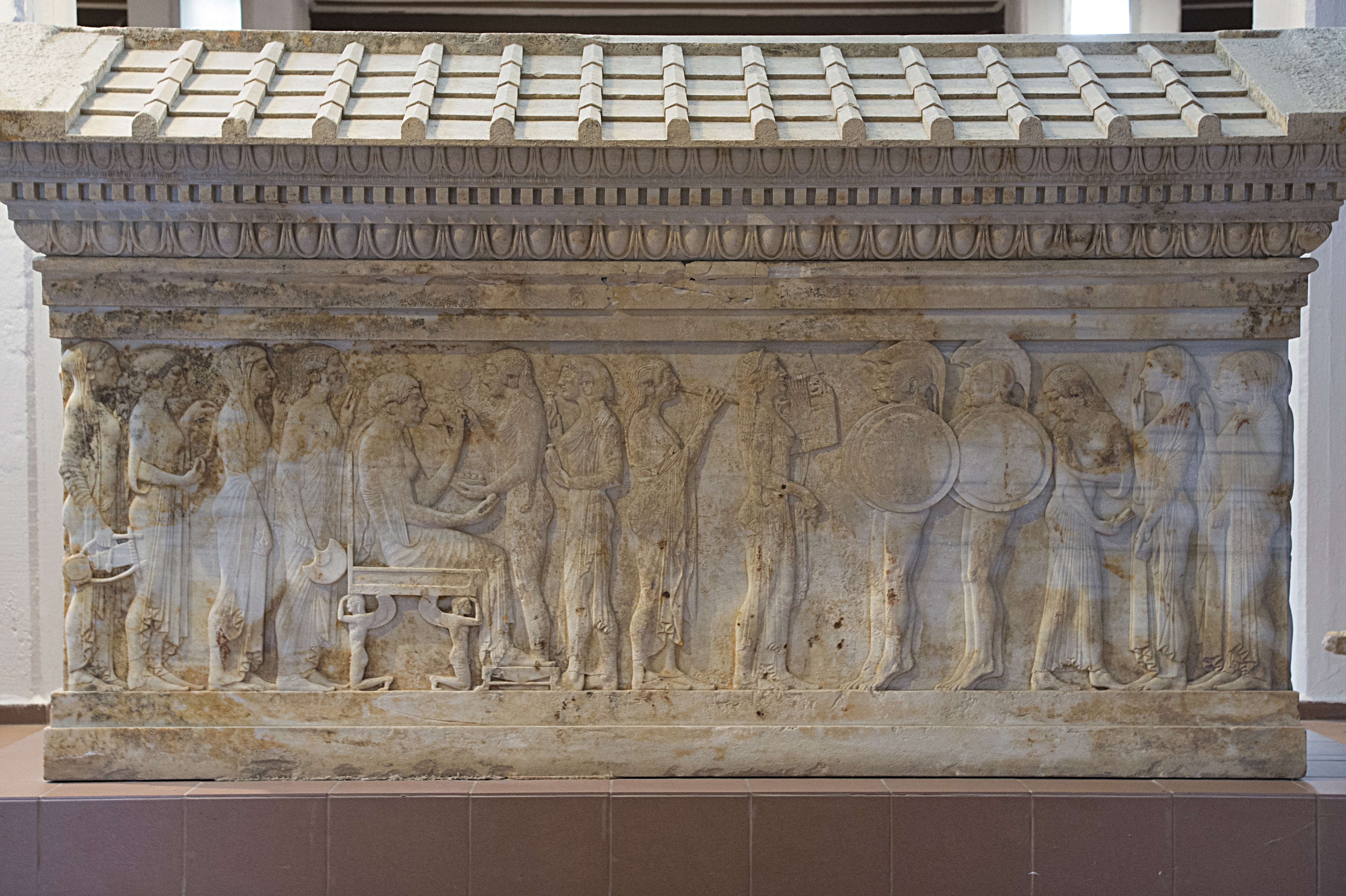
Саркофаг Поликсены

Музей состоит из семи разделов. Первый этаж отведён для артефактов из региона Троада (сегодня это полуостров Бига). Это археологические находки из древних городов Ассос (Бехрамкале), Тенедос (Бозджаада), Париум, Александрия Троадская (Эски-Стамбул), Сминтейон, Лампсак (недалеко от Лапсеки), Тимбра, Таволия и Имброс (Гёкчеада). На выставке представлено около 2000 экспонатов из музейной коллекции, насчитывающей около 40 000 различных артефактов, которые были переданы из Археологического музея Чанаккале, Стамбульского археологического музея и Музея анатолийских цивилизаций. Была запрошена передача троянских монет из Археологического музея Измира. Экспонаты включают слезницы, стеклянные и терракотовые флаконы для духов, статуэтки, золотые изделия, ожерелья и браслеты, монеты, украшения, костяные предметы и инструменты, металлические контейнеры, терракотовые гончарные изделия, оружие, топоры и резцы, мильные камни, надписи, алтари, саркофаги, скульптуры и многие другие экспонаты из 5000-летней истории этого района. Среди примечательных экспонатов — саркофаг Поликсены, раскопанный в 1994 году, и обнаруженная в 2012 году статуя греческого бога Тритона. Во дворе музея выставлены каменные изделия, колонны, стелы и капители колонн.